# Club Deportivo Águila
O  'Club Deportivo Águila'  é uma equipe de futebol de El Salvador. O clube tem 15 títulos nacionais. Suas cores tradicionais são o preto e laranja.

## História
Club Deportivo Águila foi fundada 15 de fevereiro de 1926, na cidade de San Miguel, por um grupo de jovens cujo primeiro presidente foi Don Victor Vanegas para promover beisebol, futebol e basquete.
Em meados de 1956, um grupo de membros de pessoas se reuniram e decidiram formar uma equipe dedicada à prática do futebol sob o seu patrocínio e responsabilidade financeira completa, liderados pelo renomado Presidente, Dr. Miguel Felix Charlaix, decidiu comprar a categoria de equipamento

### Títulos
- :(15)' 1959, 1960, 1963, 1964, 1968 - 1969, 1972 - 1973, 1975 - 1976, 1976 - 1977, 1983 - 1984, 1987 - 1988, Apertura 1999,  Apertura 2000 Clausura 2001, Clausura 2006 e  Clausura 2012.
- 'Up Tournament'  1958
- 'Cup Charlaix'  1968
- 'Copa Presidente'  2000
- 'EDESSA Copa Independencia'  2014
- Copa Dos Campeões da Concacaf 1976